# Middle Point
Middle Point – wieś w Stanach Zjednoczonych, w stanie Ohio, w hrabstwie Van Wert.